# Úrhida

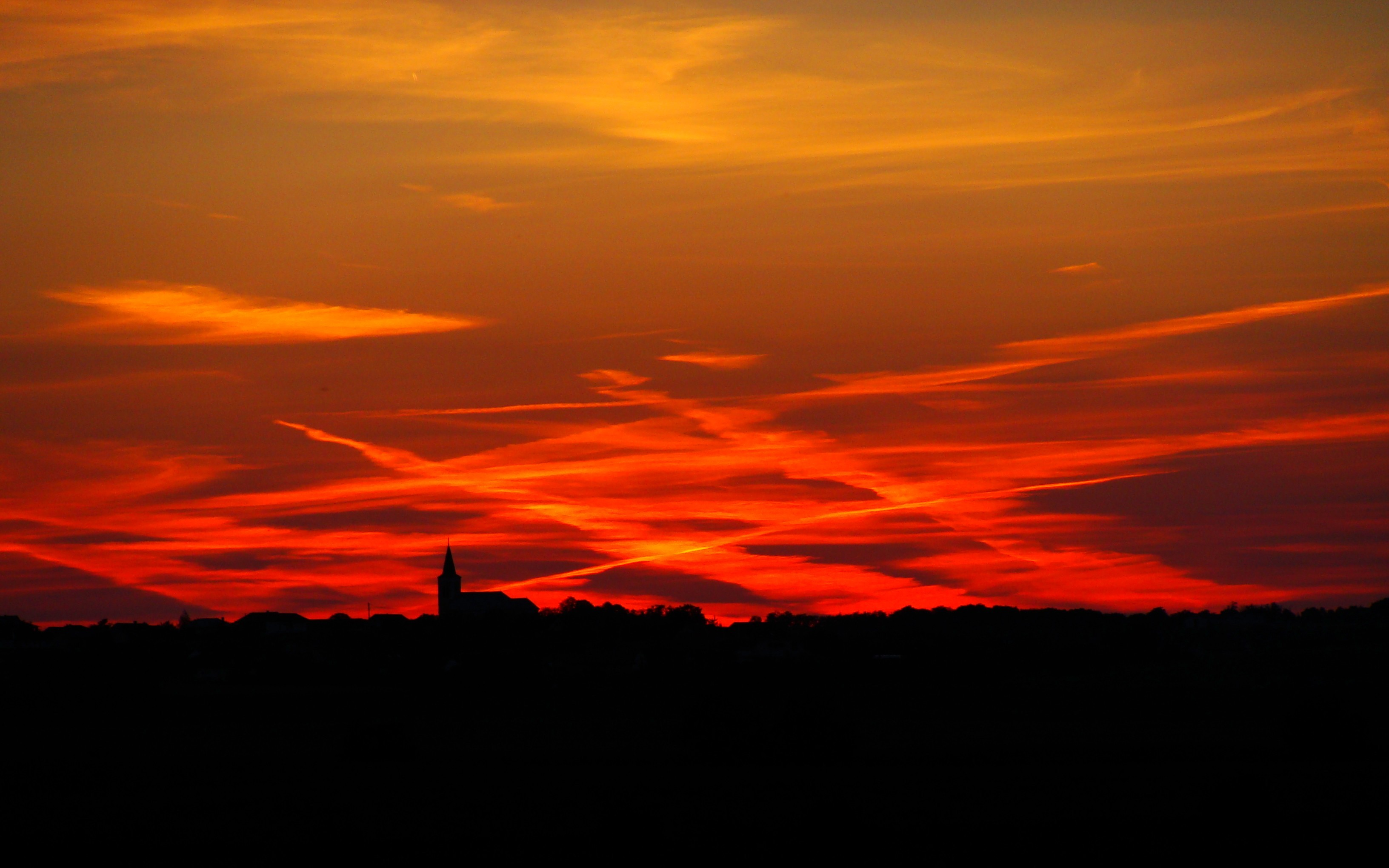
Úrhida naplementekor

Úrhida község Fejér vármegyében, a Székesfehérvári járásban. Székesfehérvár agglomerációjában található, ezért az utóbbi években jelentősen megnőtt a község népessége a szuburbanizációnak köszönhetően.

## Fekvése
Völgyekkel tagolt halmon fekvő település, mely a tengerszint felett 123-191 méteres magasságban fekszik, Székesfehérvártól nagyjából 3,5 kilométerre nyugatra. Zsáktelepülés, amely csak a Székesfehérvár déli részén a Balatoni útból [a régi 7-es útból] kiágazó 7201-es úton érhető el. Északról Sárszentmihály, Sárkeszi és Nádasdladány, nyugatról Jenő, délről pedig Polgárdi illetve Szabadbattyán határolja.

## Története

### A honfoglalás előtt
Úrhida mai területét már az ősember is lakta, erre az Újszőlők utcában találtak bizonyítékot. A sárszentmihályi határon római kori leleteket is találtak.

### 1009–1848-ig

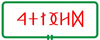
Úrhida rovásírással

A település már a honfoglalást megelőző időszakban létezett, valamivel a mai fekvésétől ÉK-re a Sárvíz partján. Szent István idejéből származtatott oklevél tanúsága szerint a "civitas" elnevezés utal arra, hogy fontos út, híd védelmére itt valószínűleg földvárat építettek.
A falu első írásos említése egy 1009-ben készült majd 1257-ben átírt oklevélben történik, amelyben István király Fülét, Úrhida kerületéből, a Veszprémi püspökségnek ajándékozta, ebben az átiratban a település Vrhida néven szerepel. Ez az oklevél ma a templomban található. Később is időről időre egy-egy iratban említésre kerül a település.
Mint például az 1323-as oklevél amely szerint a Veszprémi püspökség birtokában van, ebben említik Szt. Miklósról elnevezett templomát is. 1401-ben egy Zsigmond királyi oklevélben az itt lévő malom kerül említésre. 1478-as fehérvári keresztes konvent oklevele leírja, hogy az úrhidai híd, az úrhidai víz felett, az azonos nevű településen áll. Vámot a veszprémi Albert püspök és fehérvári káptalan jogosult szedni.
A falu sorsát az 1543–1560 Fehérvár közelsége, illetve a török dúlás határozza meg. Források szerint 1560-ban kihalt. 1582-es adat szerint az úrhidai malom Batthyány Ferenc-Orbán birtok volt.
A török idők után 1702-es forrás szerint Madocsányi családé, majd 1740-től a fehérvári Vörös családé Pentelével együtt. A Farády Vörös család, az alig lakott területen szőlő telepítést végzett, és a területeket bérletbe adta. A bérlők ősztől tavaszig kinn laktak, azután egyesek itt kinn maradtak végleg, lassan így megindult a falu újra benépesülése. 1757–1810 között 41 családfőt jegyeztek az anyakönyvbe. A II. József féle összeírás 112 házat említ. 1815-ből ismert a szőlőhegy rendtartása, ami szigorúan szabályozta az ültethető növényeket, fákat, állattartást, a jó bor hírének megőrzése érdekében. Az 1831-es kolerajárvány a községet sem kímélte az akkori 192 lakosból 23 lett beteg, és 3 halt meg.

### Az 1848-as szabadságharctól az 1900-as évekig
Az 1848-as szabadságharc közvetlenül nem érintette a települést, de a hidat szeptember 25-én felszedték Jellasics csapatai hátráltatására.
A község továbbra is a szőlőművelésből élt, 1870-ben már 797 lakosa volt.
Az akkori közigazgatás szerint a falu élén 16 tagból álló képviselő-testület, illetve a községi elöljáróság állt. Az utóbbihoz bíró, jegyző, törvénybíró, 4 esküdt, körorvos, pénztárnok tartozott.
A község életében említésre kerül egy hírhedett időszak, az 1903-as évben amikor verekedések, útonállás, kocsmai véres verekedések voltak, egy akkori jelentés szerint.
Erre az időszakra Széchenyi Zsigmond (Sárpentelén élt) utalást tesz egyik későbbi könyvében, és Úrhidát, mint „bicskás” falut említi. Ez a ragadvány elnevezés a környező településekben még az 1970–1980-as években is élt.

### Az I. világháború alatt, és után
Az I. világháborúba 1914. októberében vonulnak be tartalékosok a faluból. Az elesettek tiszteletére az elmúlt években emlékművet állított a község.
A két világháború között a lakosság zöme mezőgazdaságból élt. A fehérvári piacra termeltek zöldséget, gyümölcsöt, húst (libafertály). A népesség közel 1000 fő (920–975) a helyi földek kevésnek bizonyultak eltartásukra, ezért eljárt a lakosság egy része a környékbe napszámba, részes munkára.
A község gyarapszik: utak, új temető, tűzoltóság, villamosítás kezdődik.

### A II. világháború alatt és után
A II. világháború alatt 1944 decemberében több hónapos álló front alakult ki a Margit-vonal itt húzódása miatt többször is "gazdát" cserél a falu. A falu 30 háza, a templom, a szeszfőzde megrongálódott, és sok polgári áldozatot is követeltek a harcok. A fronton elesetteknek a Templom kertjében állítottak emléket.
A harc 1945. március 22-én ért véget.
1945-től a 80-as évekig Úrhida éli a kistelepülések életét, először az újjáépítés időszaka, a Földművesszövetkezet megalakulása, Vadásztársaság létrehozása, majd 1948 kultúrház avatás. 1957-ben újra napirenden a villamosítás. 1960-ban megalakul a Rákóczi Tsz. csoport, 1964-ben posta nyílik.
A település önállóságát 1969-ben elveszti, és csak tanácsi kirendeltség marad, közigazgatásilag Szabadbattyánhoz csatolják, ami a falu fejlődésének szempontjából hátrányos volt. Óvodát 1987-ben építettek, azonban az iskolában csak az alsó tagozat maradt. 1988-ban, ma is működő, nyugdíjas klub alakul.

### Napjainkban
Az önállóságát a község 1990-ben nyerte vissza Szabadbattyántól. Az utóbbi 10 évben jelentős fejlődés történt,
Felavatásra került a faluház, az utak nagy része aszfaltozott lett, kisebb lakóparkok épültek,egészségház készült, állatorvosi rendelő üzemel, valamint felújításra, átépítésre került az önkormányzat épülete. 2001 óta van Tájház is mely a falusi ünnepek kedvelt helyszíne. Testvértelepülése: Marosvásárhely. A Nagyboldogasszony Templom a 2019-es évek végén napelemet kapott. 2019-ben a falu 1010. évfordulójára megjelent egy kis könyv is.

## Közélete

### Polgármesterei
- 1990–1994: Pereczes László (független)[6]
- 1994–1998: Pereczes László (független)[7]
- 1998–2002: Pereczes László (független)[8]
- 2002–2006: Pereczes László (független)[9]
- 2006–2010: Bognár József (független)[10]
- 2010–2014: Bognár József (független)[11]
- 2014–2019: Bognár József (független)[12]
- 2019–2024: Bognár József (független)[13]
- 2024– : Bognár József (független)[1]

## Népesség
A település népességének változása:
| Lakosok száma | 2374 | 2389 | 2431 | 2611 | 2647 | 2626 | 2642 |
|               | 2013 | 2014 | 2015 | 2021 | 2022 | 2023 | 2024 |

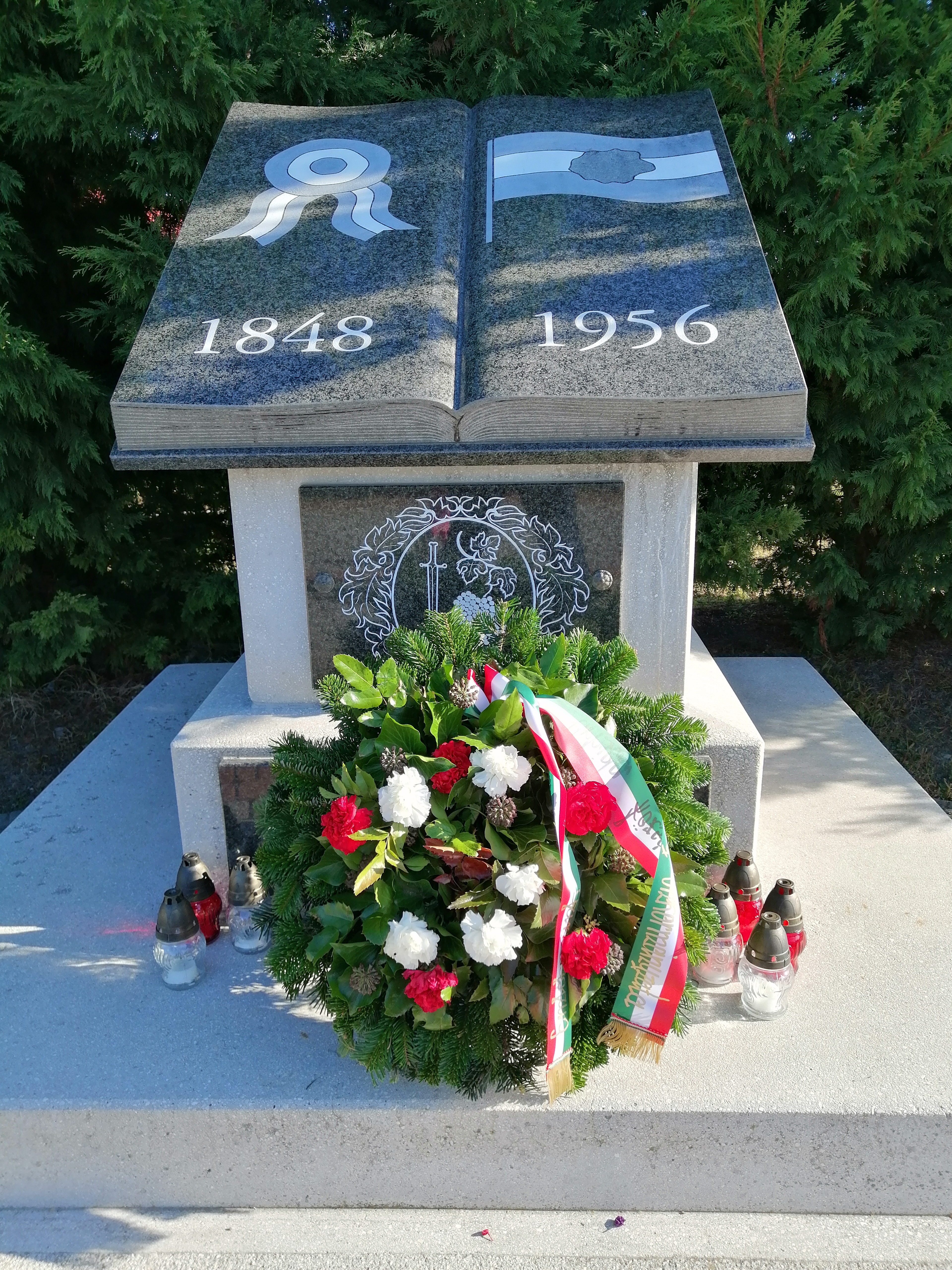
Emlékmű a két szabadságharc emlékére

A 2011-es népszámlálás során a lakosok 92,2%-a magyarnak, 0,2% görögnek, 1,2% németnek, 0,2% románnak mondta magát (7,6% nem nyilatkozott; a kettős identitások miatt a végösszeg nagyobb lehet 100%-nál). A vallási megoszlás a következő volt: római katolikus 40,4%, református 5,7%, evangélikus 1,1%, görögkatolikus 0,3%, felekezeten kívüli 21,4% (27,9% nem nyilatkozott).
2022-ben a lakosság 91,6%-a vallotta magát magyarnak, 0,8% németnek, 0,1-0,1% lengyelnek, görögnek, örménynek, románnak, ruszinnak, cigánynak és szlováknak, 4% egyéb, nem hazai nemzetiségűnek (8,1% nem nyilatkozott; a kettős identitások miatt a végösszeg nagyobb lehet 100%-nál). Vallásuk szerint 25,4% volt római katolikus, 7% református, 0,7% evangélikus, 0,4% görög katolikus, 0,2% ortodox, 2,7% egyéb keresztény, 0,9% egyéb katolikus, 17,1% felekezeten kívüli (45,4% nem válaszolt).

## Nevezetességei
Történelmi nevezetességei nem nagyon maradtak fent. Van kastélya is, habár magántulajdonban. A Nagyboldogasszony-templom kertjéből tiszta időben Székesfehérvár, Szabadbattyán, Inota-Várpalota, sőt a Velencei-tó fehér vitorlásai is láthatók. Három kőkeresztje is fennmaradt.
A Dózsa György utca végén modern reptér található.